# Дюсатуа, Тьерри
Тьерри́ Дюсатуа́ (фр. Thierry Dusautoir, род. 18 ноября 1981 года) — французский регбист, выступающий за клуб «Тулуза» и национальную сборную на позиции фланкера. Спортсмен является капитаном клуба и ранее выполнял функции капитана в сборной. Игрок обладает высокой скоростью и достаточной силой для преодоления захватов, что позволяет ему успешно удерживать мяч.
Игрок года по версии Международного совета регби 2011 года.

## Биография
Дюсатуа родился в столице Кот-д’Ивуара Абиджане в семье француза и ивуарийки. До 16 лет спортсмен увлекался дзюдо, и лишь затем приступил к регбийным тренировкам. Дюсатуа является дипломированным инженером-химиком.
Игрок начал карьеру во французском «Бордо Бегле», затем провёл один сезон в «Коломье». После этого регбист два года защищал цвета баскско-французского «Биарриц Олимпик», в составе которого стал участником финального матча кубка Хейнекен 2005/06. Решающую встречу европейского сезона французы проиграли ирландскому «Манстеру» (19:23), однако в 2006 году команда стала чемпионом Франции, одолев в финале «Тулузу» (40:13). C 2006 года Дюсатуа представляет именно этот клуб, который является одним из сильнейших в Северном полушарии. Тогда же, в 2006 году француз дебютировал в составе сборной команды.

## Международная карьера
Игрок был впервые вызван в состав сборной летом 2006 года. В июньских тестах французы играли с Румынией и ЮАР. 17 июня 2006 года Дюсатуа вышел на поле в матче с румынами, который проходит на «Котрочени Стадиум» в Бухаресте. Гости крупно обыграли восточноевропейскую команду (62:14), а дебютант отметился занесением попытки. Следующий матч в Кейптауне также принёс французам победу, а молодому игроку — международный опыт.
Одним из ярчайших моментов в карьере спортсмена стала попытка, занесённая новозеландцам в четвертьфинале чемпионата мира 2007 года. В том кардиффском матче игрок отметился 38 захватами, дважды превзойдя по этому показателю всю команду «Олл Блэкс». Во втором тайме Дюсатуа заработал важные очки, которые помогли французам одолеть фаворитов чемпионата — 20:18. Интересно, что изначально спортсмен не попал в заявку сборной на турнир, и получил возможность сыграть на мировом форуме только после травмы Элвиса Вермёлена. 13 июня 2009 года французы снова одержали верх над новозеландцами (27:22) — в этот раз Дюсатуа вывел сборную на поле в качестве капитана.

### Чемпионат мира 2011
Чемпионат мира 2011 года Дюсатуа провёл в качестве капитана французов. Команда вышла в финал турнира, где встретилась с хозяевами и принципиальными соперниками, новозеландцами. На 47 минуте матча игрок занёс единственную попытку своей команды. В финальном матче француз провёл 22 захвата, что и послужило поводом для вручения регбисту приза лучшего игрока матча. Тем не менее, команда из Южного полушария оказалась сильнее (8:7). Вечером, в день финального матча во многих барах Окленда, принимавшего решающий матч, болельщики скандировали имя французского регбиста. Несмотря на неудачу команды, Дюсатуа был признан лучшим игроком года по версии IRB. Уроженец Абиджана стал вторым французом, удостоенным этой чести: в 2002 году награду получил Фабьен Галтье.
В июне 2012 года спортсмен дал интервью изданию Total Rugby, в котором заявил, что на кубке мира к его команде относились с пренебрежением. Также спортсмен отметил, что несложный тактический план французов почти привёл их к успеху в финальном матче.

### 2012—2013
Новый тренер сборной Филипп Сен-Андре вновь выбрал Дюсатуа капитаном. В этой роли спортсмен играл на Кубке шести наций 2012 года, где французы стали четвёртыми.
21 октября 2012 года, в матче кубка Хейнекен против итальянского «Бенеттона» Дюсатуа подвернул ногу в колене, выполняя захват. Спортсмен слегка надорвал боковые связки колена и выбыл из строя на несколько недель. В результате Дюсатуа пропустил предновогодние тестовые матчи сборной.
11 января 2013 года стало известно, что игрок вошёл в предварительную заявку сборной на очередной розыгрыш Кубка шести наций. Чтобы облегчить процесс возвращения Дюсатуа в команду, Сен-Андре оставил Паскаля Папе капитаном сборной.